# Nathan Dales
Nathan Dales es un actor canadiense de Calgary, Alberta. Es más conocido por su papel protagónico como Darryl en Letterkenny, por el cual fue nominado al Canadian Screen Award como Mejor Actor de Reparto en una Serie de Comedia en los 5th Canadian Screen Awards en 2017.
Graduado de la American Academy of Dramatic Arts, también ha tenido papeles en las series de televisión Tower Prep y The Indian Detective, y las películas Goon: Last of the Enforcers, Resident Evil: Welcome to Raccoon City y La galería de los corazones rotos.

## Filmografía

### Películas
| Año  | Título                                 | Rol     | Notas |
| ---- | -------------------------------------- | ------- | ----- |
| 2017 | Goon: Last of the Enforcers            | Petr    |       |
| 2020 | La galería de los corazones rotos      | Jeff    |       |
| 2021 | Resident Evil: Welcome to Raccoon City | Vickers |       |

### Televisión
| Año       | Título               | Rol               | Notas                                       |
| --------- | -------------------- | ----------------- | ------------------------------------------- |
| 2010      | Tower Prep           | Security Monitor  | 6 episodios                                 |
| 2012      | Fringe               | Loyalist Guard #2 | Episodio: "The Bullet That Saved the World" |
| 2013      | King & Maxwell       | Doyle Ross        | Episodio: "Wild Card"                       |
| 2015      | iZombie              | EMT               | Episodio: "Pilot"                           |
| 2015      | Backstrom            | Timothy Fitch     | Episodio: "I Like to Watch"                 |
| 2015      | Supernatural         | Seth / Oskar      | 2 episodios                                 |
| 2016–2021 | Letterkenny          | Daryl             | 67 episodios                                |
| 2017      | The Indian Detective | Agent Shamansky   | 4 episodios                                 |
| 2019      | Littlekenny          | Young Daryl       | 5 episodios                                 |